# Costus scaber
Costus scaber es una especie de planta fanerógama perteneciente a la familia Costaceae. Es originaria de América tropical.

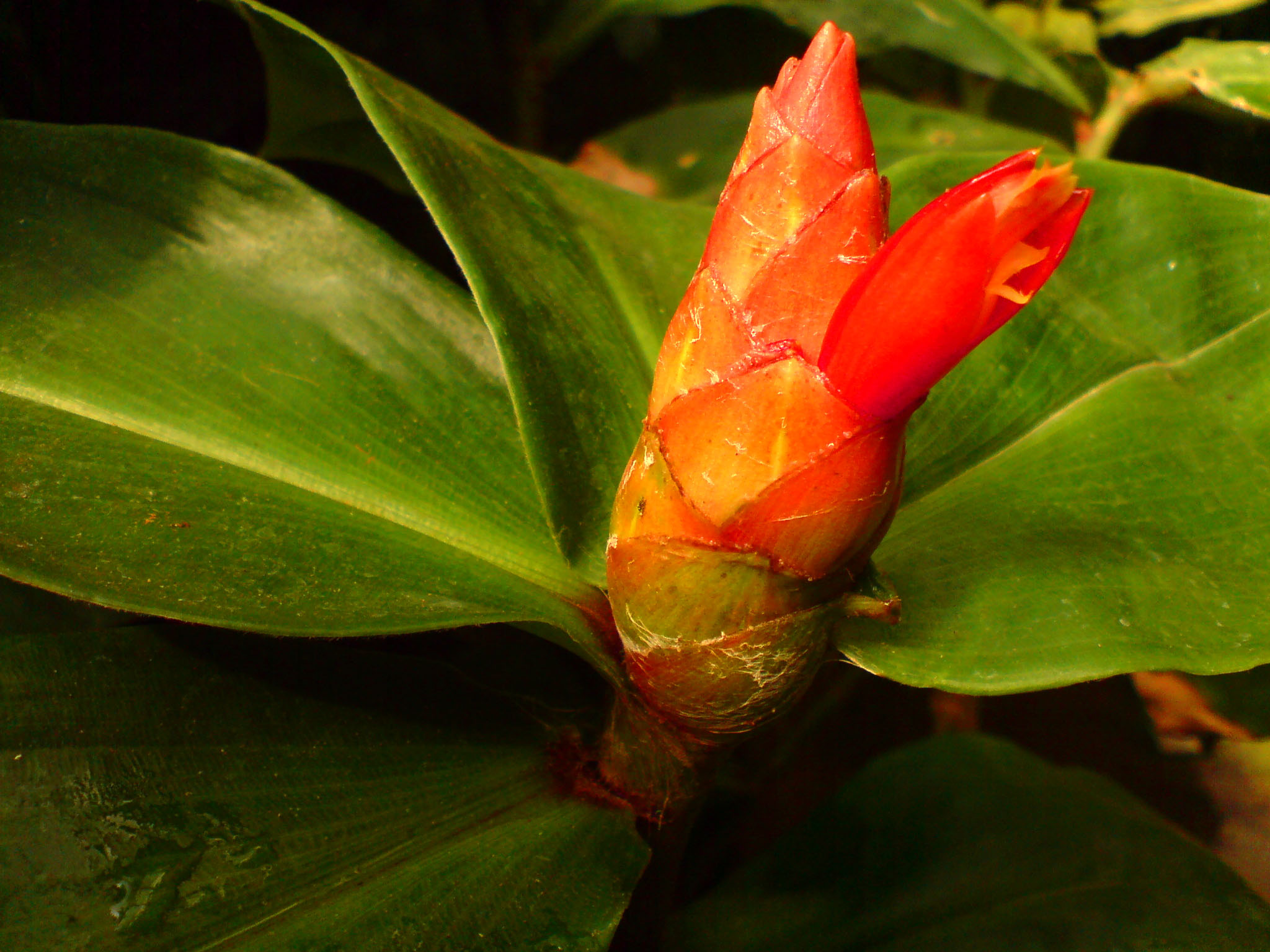
Detalle de la planta

## Descripción
Son hierbas que alcanzan un tamaño de  0.5–3 m de alto. Hojas angostamente elípticas, de 10–30 cm de largo y 3–10 cm de ancho, ápice acuminado, base cuneada a redondeada, haz glabra a escasamente pubérula, costa densa y menudamente hirsuta, envés glabro a densa y menudamente pubérulo; lígula 2 de–12 mm de largo. Inflorescencia ovoide a cilíndrica, 4–10 (–20) cm de largo y 1.5–3.5 (–4.5) cm de ancho; brácteas ampliamente ovadas, 2–3.5 cm de largo, obtusas, glabras a densamente pubérulas, rojas a amarillo-anaranjadas; bractéolas 9–12 mm de largo; cáliz 3–7 mm de largo; corola 35–40 mm de largo, glabra, anaranjada a amarilla; labelo tubular, 20–30 mm de largo, amarillo. Cápsula elipsoide a subglobosa, 7–12 mm de largo.

## Usos
- En Colombia:
  - Medicinal:
    - Febrífugo y problemas de riñones
    - Antídoto para mordedura de serpiente
    - Para contrarrestar la insolación y la sed

- Ornamental

## Taxonomía
Costus scaber fue descrita por Ruiz & Pav. y publicado en Flora Peruviana, et Chilensis 1: 2–3, t. 3. 1798.
Sinónimos
- Costus anachiri Jacq., Fragm. Bot.: 55 (1806).
- Costus quintus Roem. & Schult., Syst. Veg. 1: 26 (1817), nom. inval.
- Costus ciliatus Miq., Linnaea 18: 73 (1844).
- Costus cylindricus var. anachiri (Jacq.) Petersen in C.F.P.von Martius & auct. suc. (eds.), Fl. Bras. 3(3): 54 (1890).
- Costus cylindricus var. ciliatus (Miq.) Petersen in C.F.P.von Martius & auct. suc. (eds.), Fl. Bras. 3(3): 54 (1890).
- Costus scaberulus Rich. ex Gagnep., Bull. Soc. Bot. France 49: 99 (1902).
- Costus nutans K.Schum. in H.G.A.Engler (ed.), Pflanzenr., IV, 46: 407 (1904).
- Costus puchucupango J.F.Macbr., Publ. Field Mus. Nat. Hist., Bot. Ser. 11: 49 (1931).
- Costus tatei Rusby, Phytologia 1: 51 (1934).[1]